# زينب بنت نبيط
زينب بنت نبيط زوجة أنس بن مالك، اختلف في كونها صحابية أم تابعية، روت الحديث النبوي، عن زوجها وغيره من الصحابة.

## روايته للحديث النبوي
- روى عن: أنس بن مالك، وجابر بن عبد الله بن عمرو بن حرام، وضباعة بنت الزبير.
- روى عنه: حميد الطويل، وعبد الله بْن تَمَّام مولى أم سلمة ويُقال: مولى أم حبيبة، وكثير بْن زيد الأَسلميّ، عَبد الله بن تمام، ومحمد بن عمارة بْن عَمْرو بْن حزم.[1]
- الجرح والتعديل: ذكرها ابن حجر العسقلاني في الإصابة في تمييز الصحابة، وابن الأثير الجزري في أسد الغابة في معرفة الصحابة، وابن عبد البر في الاستيعاب في معرفة الأصحاب،[2] ذكره ابن حبان في كتاب الثقات وقال «تابعية ثقة»، روى لها ابن ماجه حديثًا واحدًا عَنْ أنس.[1]